# Serapicamptis triloba
Serapicamptis triloba är en orkidéart som först beskrevs av Domenico Viviani, och fick sitt nu gällande namn av Julian Mark Hugh Shaw. Serapicamptis triloba ingår i släktet Serapicamptis och familjen orkidéer. Inga underarter finns listade i Catalogue of Life.